# Kirche Liepe (Usedom)

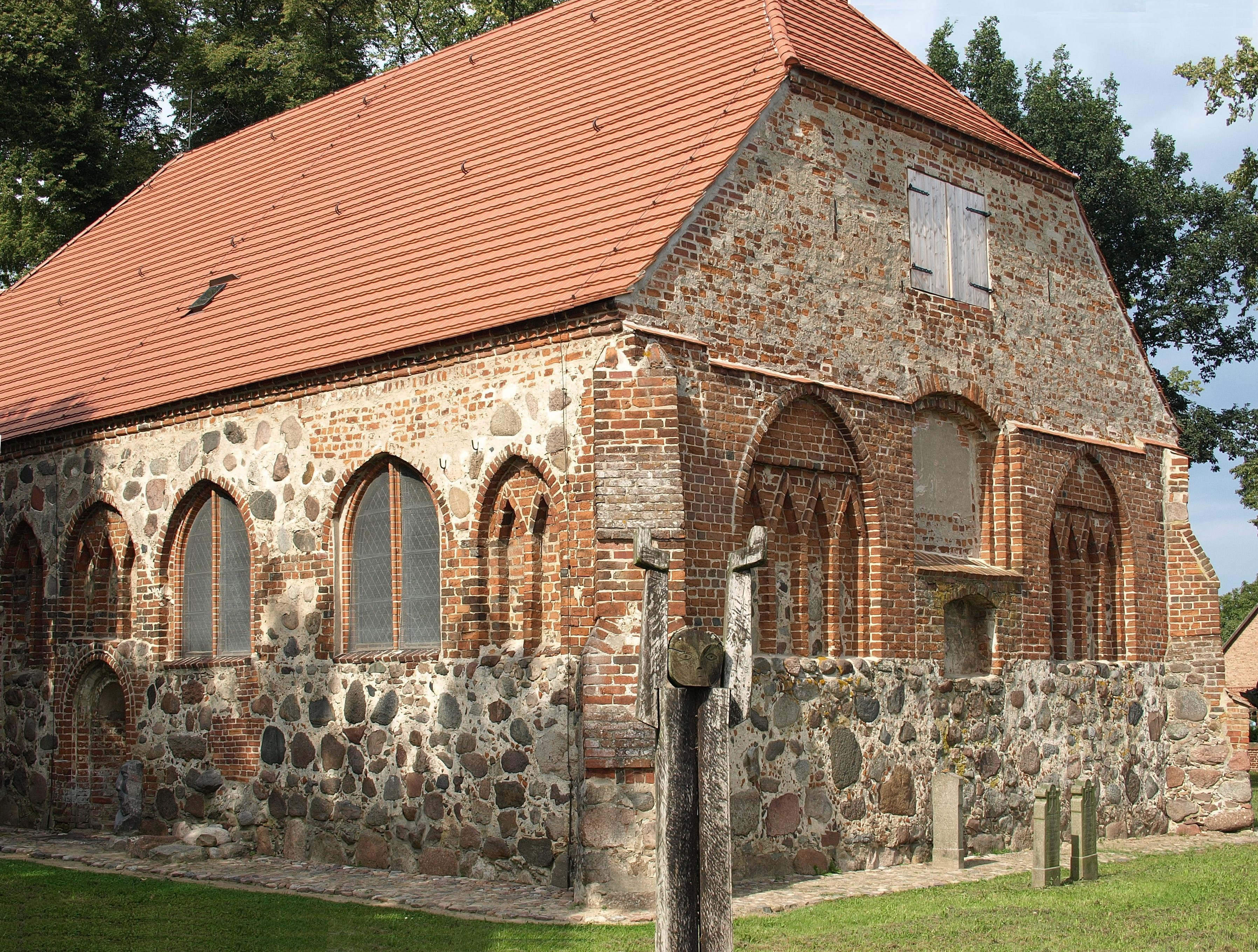
Kirche Liepe

Die St.-Johannes-Kirche in Liepe in der Gemeinde Rankwitz im Landkreis Vorpommern-Greifswald ist die älteste urkundlich bezeugte Kirche auf Usedom. Das Kirchengebäude gehörte zur Kirchengemeinde Morgenitz in der Propstei Pasewalk im Pommerschen Evangelischen Kirchenkreis der Evangelisch-Lutherischen Kirche in Norddeutschland. Bis 2012 gehörte sie zum Kirchenkreis Greifswald der Pommerschen Evangelischen Kirche. Die Kirche ist dem Evangelisten Johannes geweiht.

## Geschichte
1216 wurde die Kirche in Liepe erstmals urkundlich erwähnt. Ihr Bau hängt mit der 1188 erfolgten Schenkung des Lieper Winkels an das Kloster Grobe zusammen. Das bestehende Gebäude wurde im 15. und 16. Jahrhundert errichtet. Nach der Säkularisation der Klöster im Herzogtum Pommern stand die Kirche unter landesherrlichem Patronat.
Ende des 18. Jahrhunderts wurde das Innere der Kirche neu gestaltet. 1792 war das Kirchendach an einem Sonntag nach dem Gottesdienst eingestürzt. Bis 1797 wurde eine neue Dachkonstruktion fertiggestellt.
Seit 1989 gehört das Lieper Kirchspiel zum Pfarramt Morgenitz. Nach der Wende wurden verschiedene Instandsetzungsarbeiten durchgeführt. 1997 wurde die Orgel restauriert, 2001/2002 der Vorbau am Eingang erneuert.

## Gebäude
Der gotische Rechteckbau aus Feld- und Backstein ist vierjochig ohne separaten Chor und hat ein Krüppelwalmdach. Im oberen Bereich von West- und Ostgiebel befinden sich hölzerne Dachluken. An der Westseite befinden sich Segmentbogenblenden und ein Portalvorbau aus Backsteinfachwerk aus dem 19. Jahrhundert. Zwei Pilaster tragen den klassizistischen Dreiecksgiebel mit dem halbkreisförmigen Fenster. Die zweiflügelige Eingangstür zwischen den Pilastern ist kassettiert.
In der fensterlosen Ostseite befindet sich zwischen zwei Spitzbogenblenden eine Segmentbogenblende. In den Spitzbogenblenden befinden sich jeweils vier lanzettartige Blenden, die oben spitz schließen. An den östlichen Ecken des Gebäudes sind Strebepfeiler übereck gestellt. An der Nord- und der Südwand sind weitere Stützen unregelmäßig angeordnet. Spitzbogenfenster wechseln sich mit Spitzbogenblenden ab. In der Südwand befinden sich ein westliches spitzbogiges und ein östliches rundbogiges Portal, beide mit gespitztem Rundstab, das östliche außerdem mit Fase und Kante.

## Ausstattung
Der Innenraum hat eine flache Bretterdecke und ist durch hölzerne Ständer in drei Schiffe gegliedert. In den Wänden befinden sich zahlreiche überwiegend segmentbogig geschlossene Nischen. Malereien in der Ostwand stellen die Kreuzigung, Grablegung und Auferstehung Christi dar. In der Ostwand befindet sich außerdem eine Sakramentsnische, die mit einer Holztür verschlossen ist.
Der Beichtstuhl wurde 1735 gebaut. Das Kirchengestühl und der Kanzelaltar, der einzige auf Usedom, stammen aus dem Jahr 1772. Ein Gemälde aus dem 18. Jahrhundert zeigt Jesus Christus am Kreuz. Die Orgel aus der Werkstatt von Barnim Grüneberg wurde in der zweiten Hälfte des 19. Jahrhunderts gebaut. Der Sockel des Taufsteins stammt aus dem Mittelalter.
In einem Glockenstuhl befinden sich zwei neue Bronze-Glocken aus dem Jahr 2016 (anlässlich des 800-jährigen Jubiläums der Erwähnung).
Die bisherigen Glocken aus den Jahren 1850 und 1955 sind seitlich der Kirche ausgestellt. Der 1860 gebaute Glockenstuhl wurde 1993 erneuert.